# Sara Sampaio
Sara Pinto Sampaio (Oporto, Portugal;  21 de julio de 1991) es una modelo y actriz portuguesa conocida internacionalmente por su trabajo como ángel de Victoria's Secret y por su destacada carrera en la industria de la moda.A lo largo de su carrera, ha trabajado con algunas de las marcas más reconocidas del mundo, como Giorgio Armani o Calzedonia y ha aparecido en numerosas portadas de revistas de renombre, como Vogue, Elle y Sports Illustrated Swimsuit Issue. Además de su exitosa carrera como modelo, Sampaio ha incursionado en la actuación, participando en varias producciones cinematográficas como Superman (2025). Aclamada por su belleza y profesionalismo, es considerada una de las modelos más influyentes de su generación.

## Biografía
Sara Sampaio creció en las afueras de Oporto, Portugal y se mudó a Nueva York para comenzar su carrera. 
En entrevistas para Vogue, Sampaio ha hablado de la posibilidad de ser fotografiada desnuda, ya que considera su cuerpo una forma de expresión artística, así como un empoderamiento de la desnudez: "al fin y al cabo nacimos desnudos, y así es como vamos a ir". 
Sampaio cree que todos deben sentirse cómodos con su cuerpo sin importar su forma o tamaño, motivo por el cual se ha pronunciado en contra de la "vergüenza delgada" y mencionó en una entrevista que la cantidad de odio que ella y otras modelos de Victoria's Secret han experimentado es ridícula. Para ella, cada cuerpo es diferente y cada metabolismo es diferente. La modelo fue parte de la campaña "The Perfect Body" VS, posteriormente renombrada como "A Body For Everybody".
Problemas de Salud
Sampaio ha confesado en Instagram que sufre tricotilomanía, recibiendo mensajes de apoyo de sus fanes y dando una mayor notoriedad en los medidos de este trastorno.
Relaciones sentimentales
Desde 2015, estuvo en una relación con el emprendedor Oliver Ripley, el cual finalizaron su relación a finales del 2020, debido a sus compromisos profesionales, desde finales de abril del 2022, estuvo con el productor estadounidense Zag Frognowski.pero desde el 2023 hasta la actualidad esta saliendo con Ray Nicholson, actor estadounidense hijo del también emblemático actor Jack Nicholson. 

## Modelo: Trayectoria
Sara fue descubierta en 2006, cuando tenía 15 años, pero no fue sino hasta la edad de 16 cuando se le permitió participar en competencias de modelaje. En 2007, ganó un concurso de modelaje en Portugal para la firma de cosméticos Pantene, y fue así como obtuvo la oportunidad de aparecer por primera vez en un comercial en televisión. Ese mismo año, firmó con una agencia de modelaje, sin embargo debido a sus estrictos padres, tuvo que terminar la escuela secundaria antes de convertirse en una modelo profesional.
Después de terminar la escuela secundaria, Sara asistió a la Universidad de Lisboa. Su carrera como modelo creció hasta que se le presentó la oportunidad de viajar a las capitales de la moda.
Trabajó para Ágatha Ruiz de la Prada haciendo campaña en uno de sus perfumes. En 2011 ganó su primer Globo de Oro Portugués por sus trabajos. Fue la imagen de anuncios de televisión para la marca de spray para cuerpo Axe. En 2012 fue elegida para la portada de la edición de abril de Vogue Portugal. También apareció en la campaña de Replay Otoño / Invierno 11/12, junto a Irina Shayk, en la campaña Blumarine Otoño / Invierno 11/12, con Adriana Lima y en la campaña Armani Otoño / Invierno 11/12. Ese mismo año, ganó su segundo Globo de Oro Portugués como mejor modelo. Realizó campañas para Calzedonia durante los años 2012, 2013, 2014, y 2015.
En 2013, apareció en la primera edición del año del GQ portugués, donde fue presentada como la "octava maravilla del mundo". Posó para Rosa Cha 2013 campaña junto a Barbara Palvin. Ese mismo año, ganaría su tercer Globo de Oro Portugués. Ha aparecido en las ediciones 2014 y 2015 de la edición Sports Illustrated Swimsuit y ganó el premio "Novato del año" en 2014. Sampaio ha estado en la portada de L'Officiel, Vogue, Marie Claire, Glamour, Elle, Harper's Bazaar, GQ, Telva, etc. En 2015, Maxim homenajeó el 20 aniversario de la marca Victoria's Secret e incluyó a Sampaio en la lista "The 20 ángeles más hermosos de todos los tiempos ".  Ese mismo año, la modelo apareció junto con la cantante Selena Gómez en un video llamado "It's a lesbian dream", sobre el lesbianismo.

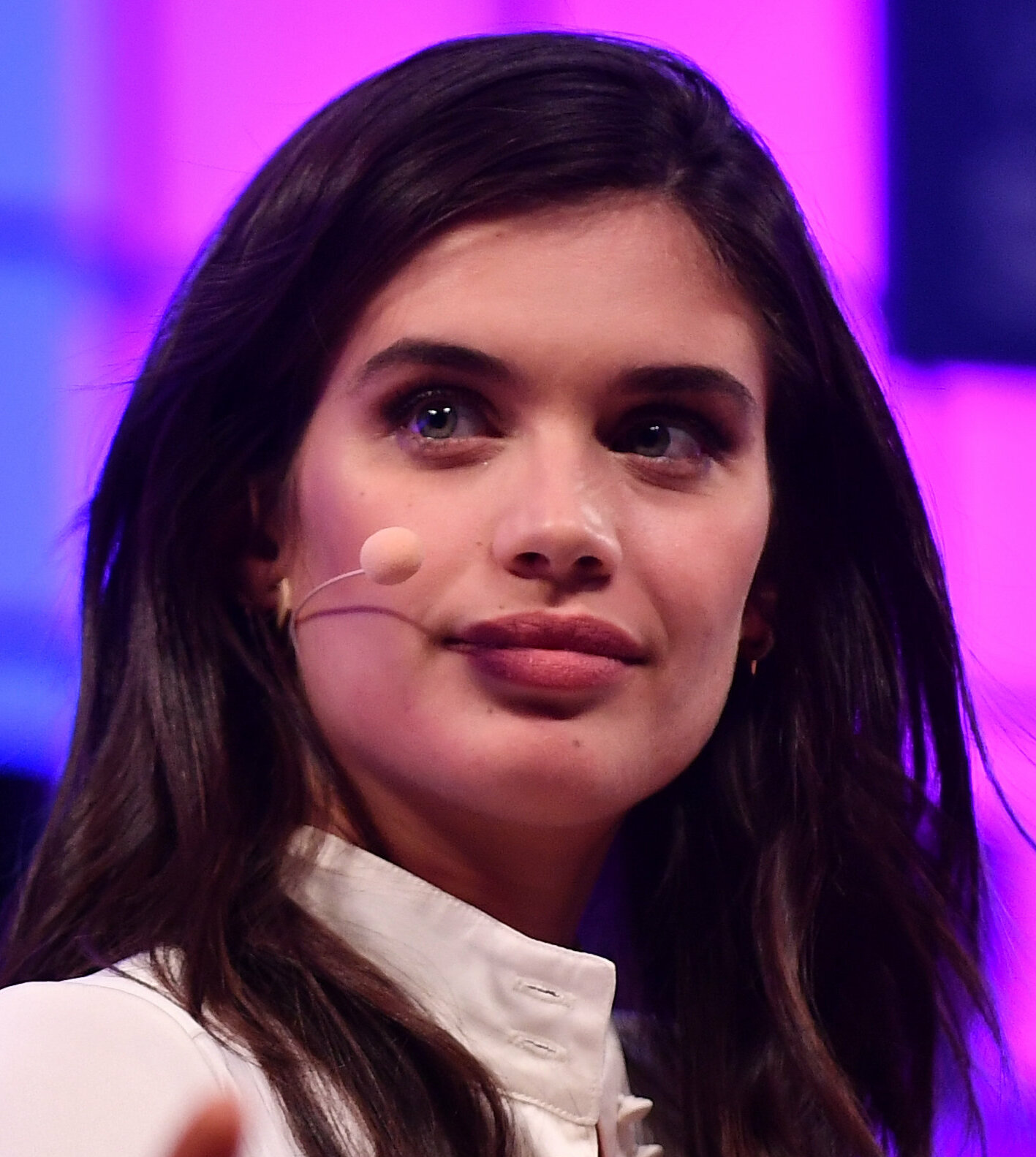
Sampaio en 2017.

En 2016, Sampaio se realizó trabajos para marcas como Elie Saab, Jean Paul Gaultier, Balmain, Mugler, Emanuel Ungaro, Giambista Valli, Redemption, Miu Miu, Tommy Hilfiger, Tory Burch, Jeremy Scott, Marc Jacobs, Alberta Ferretti, Francesco Sconamiglio, Phillipp Plein, Moschino, Ermanno Scervino, Dolce & Gabbana, Guts&Love, Missoni y Sportmax. En mayo consiguió su primera portada en los Estados Unidos, fotografiada por Gilles Bensimon a Maxim. 
En 2017, fue portada de la revista GQ Italia en una edición especial, Sampaio poso para el fotógrafo Mario Sorrenti. En 2018 formó parte del selecto grupo de modelos consideradas como las más hermosas del mundo por la revista Maxim, igualmente comenzó una serie de campañas para los productos de belleza de Giorgio Armani junto con otras celebridades como Cate Blanchett. 

### Victoria's Secret
Sampaio asistió por primera vez a los casting de Victoria's Secret en el año 2011; tras no quedar seleccionada, volvió a intentarlo en el 2012, con el mismo resultado. En el año 2013 aparece por primera vez sobre las pasarelas de la marca. Para 2015, Sampaio entra a formar parte del grupo de ángeles oficiales de la marca. En el año 2016 volvió a desfilar como ángel junto a otras nuevas ángeles como Taylor Hill, Elsa Hosk o Jasmine Tookes. En su paso por Victoria's Secret, Sara ha participado en seis desfiles, ha realizado la apertura de 1 segmento y el cierre de otro.

## Actriz: Filmografía

### Largometrajes
| Año  | Título          | Título                                                  | Personaje       | Ref    |
| Año  | Título original | Título en español                                       | Personaje       | Ref    |
| ---- | --------------- | ------------------------------------------------------- | --------------- | ------ |
| 2017 | The Clapper     | en España: The Clapper en Hispanoamérica: The Clapper   | Sara Sampaio    |        |
| 2018 | Carga           | en España: Carga en Hispanoamérica: Carga               | Anna            |        |
| 2021 | Crisis          | en España: Crisis en Hispanoamérica: Crisis             | Inez            |        |
| 2021 | Sombra          | en España: Sombra en Hispanoamérica: Sombra             | Marta           |        |
| 2024 | Billy Knight    | en España: Billy Knight en Hispanoamérica: Billy Knight | Gia             | [ 15 ] |
| 2025 | Superman        | en España: Superman en Hispanoamérica: Superman         | Eve Teschmacher | [ 16 ] |

### Series
| Año  | Título original | Papel   | Notas                    | Ref    |
| ---- | --------------- | ------- | ------------------------ | ------ |
| 2017 | Billions        | Prianca | Episodio: "Optimal Play" | [ 17 ] |

### Videos musicales
| Año  | Artista                                       | Canción                      | Ref |
| ---- | --------------------------------------------- | ---------------------------- | --- |
| 2015 | "Hands to Myself" (Victoria's Secret version) | Selena Gomez                 |     |
| 2016 | "Chainsaw"                                    | Nick Jonas                   |     |
| 2016 | "Wolves" (versión para Balmain)               | Kanye West                   |     |
| 2016 | "Body Moves" (Victoria's Secret version)      | DNCE                         |     |
| 2017 | "2U"                                          | David Guetta y Justin Bieber |     |